# Dirección General de la Deuda Pública
La Dirección General de la Deuda Pública, también llamada Dirección General de Liquidación de la Deuda Pública, Dirección General de la Deuda del Estado, o Dirección General de Crédito Público, fue un órgano de la Administración pública española que entre 1811 y 1903 gestionó la política nacional relacionada con la deuda pública.
Históricamente, las competencias sobre las deudas y créditos públicos fueron competencia de la Tesorería General del Reino. En este sentido, durante el reinado de Carlos III se inició la emisión de «vales reales», un tipo de título de deuda para compensar el déficit que tenía el Tesoro Real debido a la intervención de España en diversos conflictos, como la guerra de Independencia de los Estados Unidos. En 1798, para una mejor gestión, se separaron las competencias de la Tesorería, creándose la «Caja de Amortización de Vales», que en 1800 fue sustituida por la «Real Caja de Consolidación». En plena guerra de la Independencia española, volvió a ser necesario el uso de deuda pública para sufragar los gastos de la guerra, motivo por el cual las Cortes de Cádiz sustituyeron la Real Caja de Consolidación por una nueva Junta Nacional de Crédito Público (1811), que por Real Decreto de 13 de octubre de 1815 se convirtió en la Dirección General de Crédito Público.
En 1820, el gobierno del Trienio Liberal volvió a convertirla en una junta, entre 1824 y 1835 fue una comisión y, desde entonces, fue una dirección con los nombres de Dirección General de Liquidación de la Deuda Pública (1835-1836 y 1840-1847), Dirección General de la Deuda del Estado (1848-1853) y Dirección General de la Deuda Pública (1847-1848 y 1853-1903). En el año 1903 se fusionó con la Dirección General de Clases Pasivas, dando lugar a la Dirección General de la Deuda y Clases Pasivas, que en 1957 se reintegró en la Dirección General del Tesoro, donde hoy aún permanece.